# Silnice D14
Silnice D14 (chorvatsky Državna cesta D14) je rychlostní silnice v Chorvatsku. V současnosti je dlouhá 17,41 km, po dokončení bude dlouhá 39,6 km. Silnice je po většině své délky vedená v polovičním profilu a v celé své délce je kategorizována jako rychlostní silnice. V budoucnosti bude tvořit severní obchvat Záhřebu a spojovat dálnice A2 a A4.

## Průběh
Silnice D14 začíná na exitu 5 na dálnici A2, vede kolem řeky Krapiny. U vesnice Mokrice se nachází kruhový objezd, poté se na silnici nachází exit do města Oroslavje, opčiny Bedekovčina a vesnic Dubovec a Poznanovec. Silnice končí exitem u opčiny Zlatar Bistrica na silnici D29. V budoucnosti bude pokračovat až k opčině Marija Bistrica, městu Sesvete a dálnici A4.